# Paul Henri d'Estournelles de Constant
Paul-Henri-Benjamin Baluet d'Estournelles, baron de Constant de Rébecque (22. listopadu 1852 La Flèche – 15. května 1924) byl francouzský diplomat, politik, advokát mezinárodních arbitráží a držitel Nobelovy ceny míru z roku 1909 spolu s Augustem Beernaertem.

## Život
Paul Henri d'Estournelles de Constant pocházel z aristokratické rodiny. Vystudoval práva a orientální jazyky na Lycée Louis-le-Grand. V roce 1876 začal pracovat v diplomacii. Jako velvyslanec působil v Černé Hoře, Osmanské říši, Nizozemí, Spojeném království a v Tunisku. V roce 1882 se vrátil do Paříže, kde se stal asistentem ředitele kanceláře pro východní středomoří ministerstva zahraničních věcí. V roce 1890 jej vyslali ve funkci francouzského chargé d'affaires do Londýna, kde řešil spor o kolonie mezi Francií a Británií. Omezené možnosti diplomacie jej přivedly k tomu, že v roce 1895 kandidoval do parlamentu, nebyl však zvolen. Roku 1904 se stal senátorem, kterým byl až do své smrti v roce 1924.
Jako politik se Paul Henri d'Estournelles de Constant zabýval koloniemi, zastával negativní názory na koloniální politiku Třetí Francouzské republiky. Věnoval se zlepšení mezinárodních vztahů, od roku 1900 zasedal u Stálého rozhodčího soudu. Reprezentoval svou vlast na Haagských konferencích v letech 1898 a 1907, zároveň nastínil svou vizi o Evropské unii.
Paul Henri d'Estournelles de Constant psal historické a politické knihy, vytvořil několik dramat a pravidelně přispíval do novin. Po svatbě s Američankou Daisy Sedgwick-Berendovou cestoval po USA a sepsal o tom několik cestopisných článků.